# Chrysopogon fulvibarbis
Chrysopogon fulvibarbis là một loài thực vật có hoa trong họ Hòa thảo. Loài này được (Trin.) Veldkamp mô tả khoa học đầu tiên năm 1999.